# Dicranomyia (Sivalimnobia) pleiades
Dicranomyia (Sivalimnobia) pleiades is een tweevleugelige uit de familie steltmuggen (Limoniidae). De soort komt voor in het Oriëntaals gebied.